# Station Salzgitter Bad
Station Salzgitter Bad (Bahnhof Salzgitter Bad) is een spoorwegstation in de Ortsteil Salzgitter-Bad van de Duitse plaats Salzgitter, in de deelstaat Nedersaksen.

## Geschiedenis
In het zuiden van het huidige stadsgebied van Salzgitter doorkruiste in 1856 van Braunschweig in de richting van Kreiensen de Braunschweiger Staatsbahn. In het huidige Salzgitter kwamen de stations Salzgitter (nu Salzgitter Bad) en Ringelheim (Harz).
In 1896 werd vanaf het station met de bouw van een aansluitspoor naar de potasmijn Fürst Bismarck in het huidige Greifpark begonnen; de mijn werd in 1903 al gesloten. In 1924 werd een groot deel van het aansluitspoor onderdeel van de smalsporige ertslijn Calbecht - Döhren met aansluiting op de groeve Georg-Friedricht evenals de groeve Anna und Hoffnung. Voor deze spoorlijn werd ook oostelijk van het station de Warnetalbrücke gebouwd, die de latere Bundesstraße 248, die over de Warne en de Braunschweigische Südbahn ging. Al 16 jaar later werd de lijn tussen Calbecht en Voßpaß (en daarmee ook de brug) gesloten. Het goederenverkeer naar Calbecht kon gebruik maken van de door Salzgitter-Eisenbahn geëxploiteerde ertslijn Broistedt - Calbecht - Salzgitter Bad, noordelijk van Calbecht bevond zich een overlaadstation voor de smalspoorwagens met 780 mm spoorbreedte naar de normaalspoorwagens voor de treinen naar Voßpaß. Deze in 1968 gesloten verlaadstation Salzgitter-Voßpaß was na de stillegging van de spoorlijn niet meer nodig en werd in 2013-2014 gesloopt.
Een verbinding naar de in 1944 door de Reichswerke Hermann Göring gestichte concentratiekamp Salzgitter-Bad, welke van de smalsporige ertslijn naar Dörhen zou aftakken, is niet vastgesteld.
Door de Duitse deling veranderde de verkeersstromen. Vele spoorlijnen, die de Duits-Duitse grens passeerde, werden opgebroken. Hieronder viel ook de verbindingen van Jerxheim en Börßum naar Maagdenburg via Eilsleben en Oschersleben. De Braunschweigische Südbahn was een belangrijke oost-westverbinding die door de deling zijn betekenis verloor. Ook het station Salzgitter Bad ging van een belangrijke interregionale verbinding naar een lokaal station.
Tegelijk werd ook naar een betere verkeersverbinding in de regio Salzgitter gezocht. In 1956 werd er een directe verbinding van Salzgitter Bad naar Braunschweig gemaakt door het ontbrekende stuk naar Salzgitter-Drütte te voltooien. Hierdoor hoefde treinreizigers niet meer een omweg te maken via Börßum en Wolfenbüttel. Het gevolg hiervan werd het tweede spoor van de Braunschweigische Südbahn in 1968 opgebroken. Eind 1975 reed de laatste reizigerstrein richting Börßum. Tot midden 1988 reed over deze bevinding nog enkele goederentreinen. Het traject werd niet volledig stiggelegd, nu vinden er regelmatig museumritten plaats met een stoomlocomotief DR-Baureihe 41 of een Köf II die tegenwoordig zelden naar Salgzitter Bad doorrijden.

## Stationsgebouw
Een jaar na de in gebruik name van de spoorlijn was het stationsgebouw gereed. De begaande grond van het twee verdieping tellende gebouw diende voor de reizigers, op de bovenste etage bevond zich de woning van de stationschef. Tussen 1854 en 1884 kreeg het station ook een postkantoor. Om het toenemende reizigersverkeer door een nabijgelegen kuuroord te verwerken, werd het gebouw in 1900 uitgebreid. Ook werd naast het huidige stationsplein voor de gasten een kleine tuin aangelegd. Tussen 1955 en 1957 werd de oostzijde van het gebouw een nieuw gebouw geplaatst, er kwam een grote stationshal, een stationsrestauratie en een kiosk evenals een klein hotel op de bovenste etage. Voor dit gebouw kwam er een nieuw stationsplein met bushaltes, taxistandplaatsen en parkeerplaatsen. Het in 1957 gereed gekomen gebouw werd in de zomer van 1997 afgebroken en samen met het oostelijke stationsplein door een woongebouw vervangen. Het historische stationsgebouw werd in 1997 door een private investeerder gekocht en in de volgende drie jaar gerenoveerd. De stad Salzgitter liet in 2000 het zuidelijke stationsplein opnieuw inrichten en het stationstunnel uitbreiden, die tegelijkertijd een verbinding is tussen de Altstadt en het ten noorden van de sporen gelegen winkelcentrum.

## Indeling
Het station beschikt over twee zijperrons, die niet zijn overkapt maar voorzien van abri's. De perrons zijn onderling verbonden via een voetgangerstunnel, die ook beide stationspleinen verbindt. Aan beide zijde van het station bevinden zich parkeerterreinen, waarvan het noordelijke parkeerterrein wordt gedeeld met een winkelcentrum. Ten zuiden van het station bevindt zich het busstation en een taxistandplaats.

## Naburig station
- Richting Kreiensen: Salzgitter-Ringelheim
- Richting Börßum: Klein Mahner (vroeger: Groß Mahner)
- Richting Braunschweig: Braunschweig Hauptbahnhof (vroeger: Salzgitter-Drütte)

## Verbindingen
De volgende treinserie doet het station Salzgitter Bad aan:
| Serie | Treinsoort                   | Route                                                                                | Bijzonderheden                  |
| ----- | ---------------------------- | ------------------------------------------------------------------------------------ | ------------------------------- |
| RB 46 | Regionalbahn (DB Regio Nord) | Braunschweig Hbf – Salzgitter Bad – Salzgitter-Ringelheim – Seesen – Herzberg (Harz) | 1x per twee uur in het weekend. |